# Barra do Garças
Barra do Garças – miasto i gmina w Brazylii, w stanie Mato Grosso.
W mieście rozwinął się przemysł mleczarski oraz mięsny. W mieście znajduje się port rybacki oraz lotnisko.